# المحجر (الريدة)

'

تعديل مصدري - تعديل

المحجر هي إحدى قرى عزلة الريدة وقصيعر بمديرية الريدة وقصيعر التابعة لمحافظة حضرموت، بلغ تعداد سكانها 785 نسمة حسب تعداد اليمن لعام 2004.